# Silent Overdrive
Silent Overdrive est un groupe de punk hardcore et thrash metal allemand, originaire de Sinsheim.

## Biographie
Le groupe se forme à l'été 2002, sans chanteur. Puis arrive Maik Wacker. Après une première démo, le groupe fait des concerts dans le sud de l'Allemagne. En 2004, il enregistre l'EP Babylon Nation. MDD Records découvre le groupe, rachète l'enregistrement et le fait distribuer par Twilight Vertrieb. Les musiciens font une série de concerts, notamment avec Illdisposed en 2005. À la fin de l'année, ils reviennent au Maranis Studios pour le premier album, Disease. Les concerts qui suivent se font avec Vader, Tankard, Entombed, Dew-Scented, Samael... En 2006, le groupe participe au Up from the Ground. Au printemps 2007, il fait une tournée en Europe de l'Est avec Pro-Pain. En 2009, il termine l'EP Wake Up Call. Le 8 août 2012, exactement dix ans après son premier concert, le groupe joue son dernier concert.

## Style musical
Selon Marcus Italiani de metalnews.de, les chansons de l'album Disease rappellent Megadeth. Selon Markus Endres de metal.de catégorise le groupe de « thrashcore mélodique », un mélange de thrash metal et d'éléments de punk hardcore.

## Discographie
- 2004 : Babylon Nation (EP)
- 2006 : Disease
- 2009 : Wake Up Call